# Kocsis Mariann
Kocsis Mariann (1965. március 10. –) magyar színésznő, szinkronszínésznő.

## Élete
1965-ben született. 1990-ben végzett a Színház- és Filmművészeti Főiskolán, majd rövid ideig a Radnóti Színház tagja lett. Azt követően napjainkig szinkronizál. Többször szinkronizálta Queen Latifah, Viola Davis és Whoopi Goldberg színésznőket.

## Színházi szerepei
- Molière: Tartuffe... Pernelle asszony, Orgon anyja (Ódry Színpad)
- Nagy Ignác: Tisztújítás... Aranka, Langyos sógornője (Ódry Színpad)
- Bertolt Brecht: Kurázsi mama és gyermekei... Ivette Pottier (Ódry Színpad)
- Madách Imre: Az ember tragédiája...1. boszorkány (Nemzeti Színház)
- Csepreghy Ferenc A piros buggyeláris... Panni (Szentendrei Teátrum)
- Henrik Ibsen: Nóra... Szobalány (Radnóti Színház)
- Plautus: A hetvenkedő katona... szereplő (Radnóti Színház)

## Filmjei
- Vakvagányok (2001)...Narrátor
- Limonádé (sorozat) 10. rész (2003)
- Szeret, nem szeret (sorozat)
  - A Kávézóban című rész (2003)
  - A Kézmûves vásáron című rész (2003)
- Fekete kefe (2005)...Erzsébet nővér
- Minden jó, ha jó (2010)
- Mindenből egy van (sorozat) Fura illatok/Fiftinek segítség kell című rész (2011)
- Liza, a rókatündér (2015)...Hildácska
- Válótársak (sorozat)
  - 5. rész (2016)...Katalin, Dávid titkárnője
  - 9. rész (2017)...Katalin, Dávid titkárnője
- Eszméletlen (2017)
- A Viszkis (2017)
- A tanár (2018)
- Valami Amerika 3. (2018)
- Egynyári kaland (2018)
- Alvilág (2019)
- Drága örökösök (2020)
- Pepe (2023)
- …a szomszéd tehene (2024)

## Szinkronszínészként

### Tévésorozatok
- A homok titkai – Do Carmo – Lú Mendonça
- A S.H.I.E.L.D. ügynökei – Isabelle 'Izzy' Hartley – Lucy Lawless
- A szerelem ösvényei – Leticia 'Lety' López Albavera de Mendoza/ Leticia 'Lety' López Albavera de Fernández – Daniela Romo
- Az én bűnöm – Asunción „Chona” Torres – Tina Romero
- A házasság buktatói – Şahika
- Anita a bűbájos bajkeverő – Carlota Aristizábal de Dupont – Jeannette Lehr
- Elif – A szeretet útján – Tülay – Derya Sen
- Camilla (teleregény) – Rosario "Chayo" Juárez – Patricia Martínez
- Vészhelyzet – Jeanie Boulet (Gloria Reuben)
- Ausztrál Expressz – Kate Wallace (Liz Burch)
- Scream Queens – Gyilkos történet – Denise Hemphill tiszt (Niecy Nash)
- Remények földje – Lütfiye – Hülya Darcan
- Luz María – Mirta Waldez – Mariela Alcalá
- Hetedik mennyország – Annie Camden (Catherine Hicks)
- Első szerelem (televíziós sorozat, 2000) – Catalina Guerra de Luna – Leticia Perdigón
- Csacska angyal – Maria Laura Torres Oviedo de Santillán (Malala) (Graciela Stefani)
- Maricruz – Carola Canseco (Rocío Banquells)
- Sorsok útvesztője – Nuran – Yesim Ceren Bozoglu
- Szulejmán – Muskaçı Hatun / Çevher Hatun (Binnur Kaya / Goncagul Sunar)
- Született feleségek – Betty Applewhite (Alfre Woodard), Lucy Blackburn (Lesley Boone)
- Star Trek: Az új nemzedék – Guinan (Whoopi Goldberg)
- Te vagy az életem – Isabel Muñoz – Patricia Palmer
- Vad angyal – Andrea Ramos (Mariana Arias)
- Yago – Cassandra García, Malena – Romina Gaetani
- Blink /Szemfényvesztés – Emma
- Remények földje – Lütfiye

### Animációs- és rajzfilmek
- Amerikai fater (2005–): Francine Smith
- Brickleberry (2012–2014): Connie
- Nyugi, Norman (1999–2003): Edit Stone/Lady Fantastic (Isabella Grothe)
- Star Wars: A Rossz Osztag (2022–): Phee Genoa (Wanda Sykes)
- Mancs Őrjárat (2013-): Goodway polgármester
- Nyomi szerencsétlen utazásai: Lufi

### Reklámok
- A Dove sampon-reklámok fő női szinkronhangja.
- A DIGI (World, Life, Animal World és Film Now (csak a korhatár-besorolásnál)) csatornák hangja műsorajánlókban.